# 布勒特伊 (厄尔省旧市镇)
布勒特伊（法語：Breteuil，法語發音：[bʁətœj]），俗称伊通河畔布勒特伊（Breteuil-sur-Iton，[bʁətœj syʁ itɔ̃]），是法国厄尔省的一个旧市镇，属于埃夫勒区。2016年，布勒特伊与市镇桑特赖和拉盖鲁尔德合并为新的布勒特伊。

## 地理
布勒特伊（48°50'10"N, 0°54'50"E）面积27.46 平方千米，位于法国诺曼底大区厄尔省，该省份为法国北部内陆省份，北起滨海塞纳省，西接奧恩省和卡爾瓦多斯省，南至厄尔-卢瓦省，东临瓦兹省、瓦兹河谷省和伊夫林省。
与布勒特伊接壤的市镇（或旧市镇、城区）包括：莱博德布勒特伊、贝梅库尔、马尔布瓦、伊通河畔孔代、盖尔南维尔、拉盖鲁尔德。
布勒特伊的时区为UTC+01:00、UTC+02:00（夏令时）。

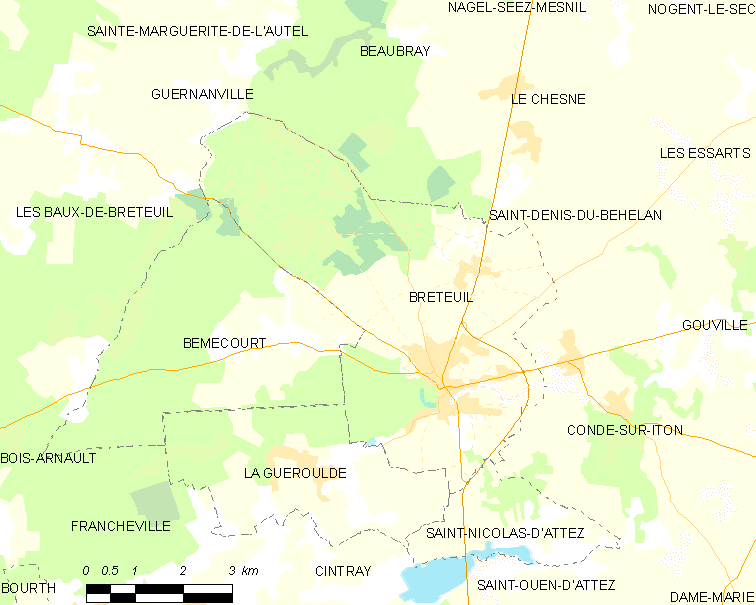
布勒特伊的OSM定位图

## 行政
布勒特伊的邮政编码为27160，INSEE市镇编码为27112。

## 政治
布勒特伊所属的省级选区为布勒特伊县。

## 人口

1962-2008年间布勒特伊人口变化图示

布勒特伊于2018年1月1日时的人口数量为3108人。